# Hazel Newlevant
Hazel Newlevant es una persona caricaturista y editora estadounidense conocida por crear y editar cómics sobre la historia queer, la bisexualidad, el poliamor y los derechos reproductivos. Se crio en Portland, Oregón, y actualmente reside en Queens, Nueva York.

## Carrera
El proyecto de tesis de Newlevant para la Escuela de Artes Visuales fue un cómic sobre la cantante de blues e intérprete drag del Renacimiento de Harlem Gladys Bfully llamado If This Be Sin. El cómic ganó la Beca Queer Press 2013 de Prism Comics.
En 2016, Newlevant editó y publicó por su cuenta la antología de cómics Chainmail Bikini, que recopila experiencias de jugadoras femeninas y de género no binario. El nombre de la colección hace referencia al tropo del "bikini de cota de malla", criticando la sobresexualización del diseño de personajes femeninos en los videojuegos. En 2017, coeditó (con Whit Taylor y OK Fox) la antología por los derechos reproductivos Comics For Choice, una colección de 42 cómics sobre el aborto, el género y los derechos reproductivos. La crítica Catherine Baker describió la colección, que ganó el Premio Ignatz a la Antología Sobresaliente de 2018, como "un conjunto notable de testimonios que son tanto colectivos como personales". Publishers Weekly elogió la antología  y dijo: "El libro es a la vez un grito de guerra, un tierno lamento y una canción de liberación que resonará mucho después de pasar la última página".
En 2017, Newlevant escribió y dibujó Sugar Town, un romance queer poliamoroso publicado por Alternative Comics. El cómic recibió críticas positivas por su tierno enfoque de las relaciones. Kirkus Reviews describió a Sugar Town como un "cómic exuberantemente ilustrado que explora la bisexualidad, la cultura queer y el sexo poco convencional". El crítico Tegan O'Neil de The Comics Journal reseñó Sugar Town diciendo: "La honestidad emocional, más que cualquier otra cosa, eleva a Sugar Town más allá de las expectativas del lector. Es un libro que trata francamente algunos sentimientos muy tiernos: vulnerabilidad profunda, sí, pero también vergüenza, pasión, ansiedad y, finalmente, amor genuino."
En Oni Press, Newlevant coeditó la antología de cómics Puerto Rico Strong, una colección de cómics sobre la historia y la identidad puertorriqueña que recaudó dinero para los esfuerzos de recuperación del huracán María. El título ganó el Premio Eisner 2019 a la Mejor Antología.
En 2019, Lion Forge publicó las memorias de Newlevant, No Ivy League, una historia sobre la mayoría de edad que examina la identidad queer, el privilegio masculino y el privilegio blanco. Los críticos destacaron la "pincelada sensible y la atención al lenguaje corporal" de Newlevant y su capacidad para combinar "puro talento con la flexible versatilidad de un hábil narrador gráfico".

## Reconocimientos y premios
- Premio Eisner 2019 “Mejor Antología” por Puerto Rico Strong[20]
- Premio Ignatz 2018 "Antología excepcional" para Comics for Choice[27]
- Premio Ignatz 2017 "Mejor minicómic" por Tender - Hearted[28]
- 2013 Beca de prensa queer de Prism Comics por If This Be Sin[29]
- Beca Xeric 2012 para Ci Vediamo[30]